# Bogdan Godras
Bogdan Godras (ur. 16 kwietnia 1948 w Szczecinie, zm. 22 lutego 2020) – polski kolarz torowy, trener i działacz kolarski.

## Życiorys
Był wychowankiem Pioniera Szczecin, następnie zawodnikiem Ogniwa Szczecin i w czasie służby wojskowej (1970–1971) Orła Łódź.
W 1971 został mistrzem Polski w wyścigu drużynowym na 4000 metrów na dochodzenie, w tej samej konkurencji zdobył srebrny medal MP w 1968 i brązowy medal MP w 1972. W 1971 i 1972 został brązowym medalistą mistrzostw Polski w madisonie (jeździe parami). W 1971 reprezentował Polskę na mistrzostwach świata w wyścigu drużynowym na 4000 metrów na dochodzenie (drużyna odpadła w ćwierćfinale i została sklasyfikowana na miejscu 5-8).
Po zakończeniu kariery zawodniczej pracował jako trener w Ogniwie Szczecin, po likwidacji sekcji kolarskiej w tym klubie, założył w 1992 jednosekcyjny klub kolarski BO-GO Szczecin. Jego zespół osiągnął znaczne sukcesy w kolarstwie kobiecym, zawodniczkami BO-GO była m.in. jego córka Agnieszka Godras, Monika Tyburska, Małgorzata Wojtyra.
W 2019 został odznaczony srebrną Odznaką Honorowa Gryfa Zachodniopomorskiego.